# Mandaguari
Mandaguari, amtlich portugiesisch Município de Mandaguari, ist eine Gemeinde im brasilianischen Bundesstaat Paraná. Sie liegt auf dem dritten paranaischen Hochplateau (Terceiro Planalto Paranaense) in der als Norte Novo bekannten Siedlungsregion. Die Bevölkerung wurde vom Statistikamt IBGE zum 1. Juli 2020 auf 34.515 Einwohner geschätzt, die Mandaguarienser genannt werden und auf einer Gemeindefläche von rund 335,8 km² leben. Sie steht an 47. Stelle der 399 Munizipien des Bundesstaates. Die Entfernung zur Hauptstadt Curitiba beträgt 400 km, durch die Gemeinde führt die Bundesstraße BR-376, die als Rodovia do Café bekannt ist.

## Toponymie
Während des Zweiten Weltkriegs wurden die Städte, die Namen deutscher Herkunft trugen, umbenannt. Weil man glaubte, der damalige Name Lovat des Ortes sei ein deutscher Name, wurde er in Patrimônio Mandaguari geändert. Der Name Mandaguari ist indigenen Ursprungs. Er bezeichnet eine Bienenart (Melipona) aus der Tribus der Stachellosen Bienen, die in der Region vorkommt. Möglicherweise trug auch einer der Bäche den Namen Mandaguari.

## Geschichte

### Wiederbesiedlung des Gebiets von Mandaguari
Nachdem im 17. Jahrhundert die ursprüngliche Bevölkerung umgekommen, geflohen oder vertrieben worden war, erfolgte ab dem 19. Jahrhundert die Wiederbesiedlung von Nordparaná in Etappen. In bestimmten Perioden entstanden zahlreiche Siedlungskerne, die sich schnell entwickelten. Die Siedlungsgrenze im urwaldbedeckten Norden von Paraná hatte sich bis etwa 1860 nur wenig vom Westrand der Campos Gerais entfernt. Von da an begann die sukzessive Verschiebung nach Westen. Zunächst langsam und dann mehr oder weniger schnell, je nach Ort und Umständen, beschleunigte sich das Vordringen der Grenze, so dass sie Anfang des 20. Jahrhunderts die Ufer des Paraná erreichte. Die Companhia de Terras do Norte do Paraná (heute Companhia Melhoramentos Norte do Paraná) wurde Anfang der 1920er Jahre von Simon Fraser, 14. Lord Lovat, mit britischem Kapital gegründet. Sie erwarb vom Staat Paraná gut 13.000 km² Land zwischen Paranapanema, Tibaji und Ivaí. Sie versuchte, durch einen Zuteilungsplan die Besiedlung ihrer Ländereien zu steuern. Ende der 1930er Jahre entstanden die Fundamente des heutigen Mandaguari. Wesentlichen Anteil hatte der Ausbau der Straße, die auf dem Höhenzug zwischen den Flüssen Tibaji und Ivaí angelegt wurde. Das Dorf entstand im Jahr 1937 unter dem Namen Vitória. Es erhielt kurz darauf zu Ehren von Simon Fraser, 14. Lord Lovat, den Namen Vila de Lovat. Der Gründer der Companhia de Terras do Norte do Paraná war wenige Jahre zuvor, 1933, gestorben. Die Anstrengungen der Siedler und die Fruchtbarkeit des Bodens verwandelten das Dorf in wenigen Jahren in eine wohlhabende Gemeinde.

### Entwicklung der politischen  Gemeinde
Mandaguari war 1937 als Vila de Lovat administrativ Londrina unterstellt. Am 30. Dezember 1943 durch Gesetzesdekret Nr. 199 erhielt es bereits mit dem aktuellen Namen Mandaguari den Rang eines Gerichtsbezirks. Es wurde Teil der Gemeinde Apucarana und erhielt einen Teil des Territoriums des Bezirks Caviuna (Name von Rolândia 1943 bis 1947). Das Staatsgesetz Nr. 2 vom 10. Oktober 1947 erhob es in den Rang eines Munizips mit den Bezirken Mandaguari (Hauptsitz), Marialva, Maringá und Paranavaí. Letztere drei wurden durch das Staatsgesetz 790 vom 14. November 1951 aus Mandaguari herausgelöst, was einen erheblichen Verlust an der Gebietsfläche und der Einwohnerzahl bedeutete. Mandaguari verlor seinen regionalen Einfluss an Maringá.

## Geographie

### Fläche und Lage
Mandaguari liegt auf dem Breitengrad 23º33' Süd und dem Längengrad 52º18' West nur wenige Kilometer südlich des Südlichen Wendekreises. Es liegt auf 670 Meter über Normalnull auf der Wasserscheide zwischen Ivaí und Pirapó.

### Gewässer
Zum Ivaí fließt der Rio Keller mit seinem Zufluss Rio Cambota. Die nördliche Grenze des Munizips wird durch den Rio Pirapó gebildet. Ihm fließen in nördlicher Richtung mehrere Bäche zu: Ribeirão Alegre, Ribeirão Arassu, Ribeirão Vitória, Ribeirão dos Dourados und Ribeirão Caitu.

### Straßen
Mandaguari liegt an der Nationalstraße BR-376, der Rodovia do Café, und an der BR-369 von Minas Gerais nach Campo Mourão und Cascavel. In Richtung Londrina führt die Staatsstraße PR-444 nach Arapongas.

### Nachbarmunizipien
|             | Astorga                                     | Sabáudia  |
| Marialva    | Kompassrose, die auf Nachbargemeinden zeigt | Apucarana |
| Bom Sucesso | Jandaia do Sul                              | Cambira   |

## Bevölkerungsentwicklung
| Jahr | Einwohner | Stadt  | Land   |
| --- | --------- | ------ | ------ |
| 1950 | 101.657   | 18.391 | 83.266 |
| 1960 | 24.630    | 8.210  | 16.420 |
| 1970 | 30.410    | 11.490 | 18.920 |
| 1980 | 24.475    | 14.689 | 9.786  |
| 1991 | 28.086    | 21.250 | 6.836  |
| 2000 | 31.395    | 28.281 | 3.114  |
| 2010 | 32.669    | 30.950 | 1.719  |
| 2020 | 34.515    | ?      | ?      |
| Die zur Anzeige dieser Grafik verwendete Erweiterung wurde dauerhaft deaktiviert. Wir arbeiten aktuell daran, diese und weitere betroffene Grafiken auf ein neues Format umzustellen. (Mehr dazu) |           |        |        |

Quelle: IBGE (2011)

## Ethnische Zusammensetzung
Ethnische Gruppen nach der statistischen Einteilung des IBGE (Stand 2000 mit 31.395, Stand 2010 mit 32.658 Einwohnern):
| Gruppe      | Anteil 2000 | Anteil 2010 | Anmerkung                        |
| ----------- | ----------- | ----------- | -------------------------------- |
| Brancos     | 23.435      | ▼ 21.924    | Weiße, Nachfahren von Europäern  |
| Pardos      | 6.667       | ▲ 9.140     | Mischrassige, Mulatten, Mestizen |
| Pretos      | 910         | ▲ 1.283     | Schwarze                         |
| Amarelos    | 275         | ▲ 300       | Asiaten                          |
| Indígenas   | 35          | ▼ 11        | indigene Bevölkerung             |
| ohne Angabe | 74          | –           |                                  |